# Witalis Ludwiczak
Witalis Ludwiczak, né le 20 avril 1910 à Poznań et mort le 17 juin 1988 dans cette même ville, est un joueur de hockey sur glace et professeur de droit polonais.

## Biographie
Dans les années 1920, il est gardien dans un club de hockey à Poznań. Il jouera plus tard à Katowice et reviendra à Poznań. À partir de 1930, il est étudiant en droit à l'Université Adam-Mickiewicz de Poznań.

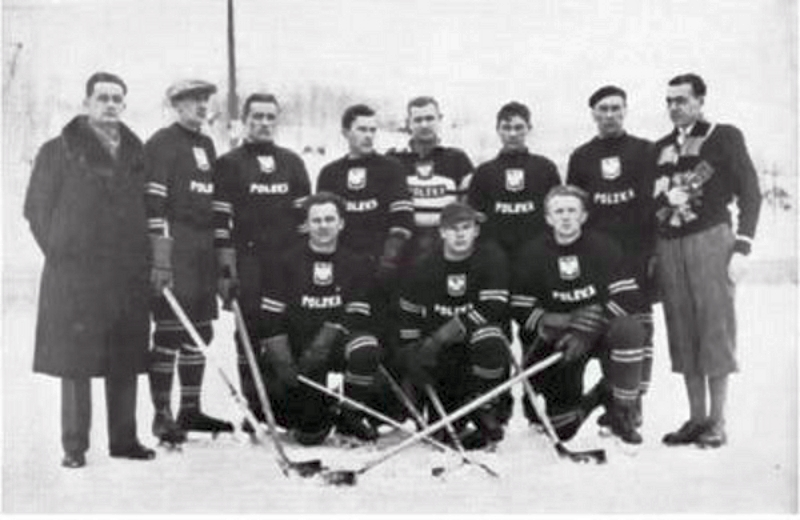
Équipe polonaise aux JO de 1932.

Il participe à l'épreuve de hockey sur glace aux Jeux olympiques de 1932, dans laquelle la Pologne prend la quatrième place. Pratiquant également de l'aviron, il remporte le titre national en 1933 du quatre sans barreur. En 1934, il remporte le Championnat de Pologne de hockey sur glace.
Diplômé en 1935, il travaille pour un cabinet d'avocat.
En Allemagne, il s'engage de nouveau sur l'épreuve de Hockey sur glace aux Jeux olympiques de 1936.
Lorsqu'éclate la Seconde Guerre mondiale, il est engagé dans l'Armée de Cracovie ; il est fait prisonnier de guerre par les Allemands.
En 1955, il est co-entraineur de l'équipe de Pologne de hockey sur glace avec Kazimierz Osmański.
À partir de 1969, il est professeur de droit civil à l'Université Adam-Mickiewicz de Poznań.